# 수계빈도
수계빈도(영어: stream frequency)는 유역 내 총 하천수를 유역면적으로 나눈 값이다.

## 계산식
{\displaystyle F_{s}={\frac {\sum N_{i}}{A}}}
Ni : i 차수인 유역 내 하천의 수
A : 유역 총 면적

## 참고 문헌
- 이재수 (2018). 《수문학》 2판. 구미서관. 83쪽. ISBN 9788982252914.